# Wilson Pickett
Wilson Pickett (18 de marzo de 1941 - 19 de enero de 2006) fue un cantante de rhythm and blues y soul, una de las figuras más destacadas del soul sureño.

## Biografía
Nacido en Prattville (Alabama), se inició en la música cantando en un coro local de música Góspel. Fue el menor de 11 hermanos y sufrió maltrato por parte de su madre hasta que en 1955 se traslada a Detroit (Míchigan) para vivir con su padre.
En Detroit formó parte del grupo de Góspel The Violinaires con quienes gira por las iglesias de todo el país. En 1961, se unió al grupo de rhythm and blues The Falcons que estaban buscando un nuevo cantante y donde coincidió con Eddie Floyd, otra futura estrella de la música soul.
En 1962, Pickett conoció un primer éxito con The Falcons, «I Found a Love»; sin embargo, poco después de su grabación, decidió abandonar el grupo y embarcarse en su carrera en solitario. Grabó un demo de una canción que había escrito llamada «If You Need Me» y se la envió a Jerry Wexler, un productor de Atlantic Records. Wexler se lo dio al cantante Solomon Burke, cuya grabación fue uno de sus mayores éxitos (número 2 en las listas de R&B y número 37 en las listas Pop), convirtiéndose en un clásico de la música Soul, y dejando a Pickett destrozado cuando descubrió que Atlantic había regalado su canción. Sin embargo, el sencillo «It’s Too Late», compuesto e interpretado por el propio Pickett se convirtió es su primer gran éxito en solitario entrando en las listas el 27 de julio de 1963 y posicionándose en el número 7 de las listas de R&B, por lo que en 1964 firmó un contrato con Atlantic Records y comenzó a trabajar con el guitarrista Steve Cropper, con quién crearía algunos grandes éxitos de la música Soul. Grabaron en 1965, en el estudio Stax Récords de Memphis, «In The Midnight Hour» que se convertirá en su primer número uno y que venderá más de un millón de copias.
Para sus siguientes sesiones de grabación, Wilson Pickett se trasladó a los estudios Fame, montados en un antiguo almacén de tabaco cerca de Muscle Shoals, en Alabama, donde grabó algunos de sus mayores éxitos como «Land of 1.000 Dances» (número 1 de las listas de R&B) y las versiones de «Mustang Sally», «Everybody Needs Somebody to Love» o «Funky Broadway», consiguiendo ventas millonarias de todos ellos.
Pickett también ha escrito canciones grabadas por artistas como Led Zeppelin, Van Halen, The Rolling Stones, Aerosmith, Grateful Dead, Génesis, Creedence Clearwater Revival, Hootie & The Blowfish, Echo & the Bunnymen, Roxy Music, Bruce Springsteen, Los Lobos, The Jam o Ani DiFranco.
A principios de la década de los 1980 tuvo problemas con el alcohol. Esto le valió algunos problemas con la ley y terminar varias veces ante los tribunales por conducir ebrio, llevar armas y meterse en peleas. Finalmente, acabó ingresando en prisión tras amenazar a alguien con un arma.
Alcoholizado y arruinado, en enero de 1992 fue desahuciado de su casa en Englewood (Nueva Jersey) por no pagar el alquiler, y en abril de ese mismo año, conduciendo borracho, hirió gravemente a un anciano de 86 años de edad, por lo que fue condenado a un año de prisión y cinco de libertad condicional. También fue declarado culpable de posesión de drogas.
A pesar de sus problemas personales, Wilson Pickett recibió numerosos homenajes y galardones por su labor musical. En 1991 fue incluido en el Salón de la Fama del Rock and Roll y en 1993 recibió el premio Pionner de la Rhythm and Blues Foundation.
En 2003 coprotagonizó el documental de D. A. Pennebaker Only the Strong Survive, presentado en el Festival de Cannes y en el de Sundance.
Pickett murió de un infarto al corazón el 19 de enero de 2006, a los 64 años de edad, en Reston, Virginia.

## Discografía
Álbumes de estudio
- It's Too Late (1963, Double L)
- In The Midnight Hour (1965, Atlantic)
- The Exciting Wilson Pickett (1966, Atlantic) US: #21
- The Best Of Wilson Pickett (1967, Atlantic) US: #35
- The Wicked Pickett (1967, Atlantic) US: #42
- The Sound Of Wilson Pickett (1967, Atlantic) US: #54
- I’m In Love (1967, Atlantic) US: #70
- The Midnight Mover (1968, Atlantic) US: #91
- Hey Jude (1969, Atlantic) US: #97
- Right On (1970, Atlantic)
- Wilson Pickett In Philadelphia (1970, Atlantic) US: #64
- The Best Of Wilson Pickett, Vol. II (1971, Atlantic) US: #73
- Don’t Knock My Love (1972, Atlantic) US: #132
- Mr. Magic Man (1973, RCA) US: #187
- Wilson Pickett’s Greatest Hits (1973) US: #178
- Miz Lena’s Boy (1973, RCA) US: #212
- Pickett In The Pocket (1974, RCA)
- Live In Japan (1974, RCA)
- Join Me And Let’s Be Free (1975, RCA)
- Chocolate Mountain (1976, Wicked)
- Funky Situation (1978, Big Tree)
- I Want You (1979, EMI) US: #205
- Right Track (1981, EMI)
- American Soul Man (1987, Motown)
- A Man And A Half: The Best Of Wilson Pickett (1992, Rhino/Atlantic)
- It’s Harder Now (1999, Bullseye Blues)
- Live And Burnin' - Stockholm '69 (2009, Soulsville)
- Live In Germany 1968 (2009, Crypt Records 2009)
- Funky Midnight Mover: The Atlantic Studio Recordings (1962-1978) (2010, Rhino)

Sencillos
| Release date | Title                                                                    | Chart positions | Chart positions | Chart positions |
| Release date | Title                                                                    | US Hot 100      | US R&B          | UK              |
| ------------ | ------------------------------------------------------------------------ | --------------- | --------------- | --------------- |
| 1962         | "If You Need Me" / "Baby, Call on Me"                                    | 64              | 30              | –               |
| 1963         | "It's Too Late" / "I'm Gonna Love You"                                   | 49              | 7               | –               |
| 1963         | "I'm Down to My Last Heartbreak" / "I Can't Stop"                        | 95              | 27              | –               |
| 1963         | "My Heart Belongs to You" (relanzado en 1965)                            | 109             | –               | –               |
| 1964         | "I'm Gonna Cry" / "For Better or Worse"                                  | 124             | –               | –               |
| 1964         | "Come Home Baby" / "Take a Little Love"                                  | –               | –               | –               |
| 1965         | "In the Midnight Hour" / "I'm Not Tired"                                 | 21              | 1               | 12              |
| 1965         | "Don't Fight It" / "It's All Over"                                       | 53              | 4               | 29              |
| 1966         | "634-5789 (Soulsville, U.S.A.)" / "That's a Man's Way"                   | 13              | 1               | 36              |
| 1966         | "Ninety Nine and a Half (Won't Do)" / "Danger Zone"                      | 53              | 13              | –               |
| 1966         | "Land of 1000 Dances" / You're so Fine"                                  | 6               | 1               | 22              |
| 1966         | "Mustang Sally" / "Three Time Loser"                                     | 23              | 6               | 28              |
| 1967         | "Everybody Needs Somebody to Love" / "Nothing You Can Do"                | 29              | 19              | –               |
| 1967         | "I Found a Love - Pt. 1" / "I Found Love - Part II"                      | 32              | 6               | –               |
| 1967         | "You Can't Stand Alone" (A-Side)                                         | 70              | 26              | –               |
| 1967         | → "Soul Dance Number Three" (B-Side)                                     | 55              | 10              | –               |
| 1967         | "Funky Broadway" / "I'm Sorry About That"                                | 8               | 1               | 43              |
| 1967         | "I'm in Love" (A-Side)                                                   | 45              | 4               | –               |
| 1967         | → "Stag-O-Lee" (B-Side)                                                  | 22              | 13              | –               |
| 1968         | "Jealous Love" (A-Side)                                                  | 50              | 18              | –               |
| 1968         | → "I've Come a Long Way" (B-Side)                                        | 101             | 46              | –               |
| 1968         | "She's Looking Good" / "We've Got to Have Love"                          | 15              | 7               | –               |
| 1968         | "I'm a Midnight Mover" / "Deborah"                                       | 24              | 6               | 38              |
| 1968         | "I Found a True Love" / "For Better or Worse"                            | 42              | 11              | –               |
| 1968         | "A Man and a Half" / "People Make the World (What It Is)"                | 42              | 20              | –               |
| 1968         | "Hey Jude" / "Search Your Heart"                                         | 23              | 13              | 16              |
| 1969         | "Mini-skirt Minnie" / "Back in Your Arms"                                | 50              | 19              | –               |
| 1969         | "Born to Be Wild" / "Toe Hold"                                           | 64              | 41              | –               |
| 1969         | "Hey Joe" / "Night Owl"                                                  | 59              | 29              | –               |
| 1969         | "You Keep Me Hangin' On" / "You Keep Me Hangin' On"                      | 92              | 16              | –               |
| 1970         | "Sugar, Sugar" (A-Side)                                                  | 25              | 4               | –               |
| 1970         | → "Cole, Cooke, and Redding" (B-Side)                                    | 91              | 11              | –               |
| 1970         | "She Said Yes" / "It's Still Good"                                       | 68              | 20              | –               |
| 1970         | "Engine No.9" / "International Playboy"                                  | 14              | 3               | –               |
| 1971         | "Don't Let the Green Grass Fool You" / "Ain't No Doubt About It"         | 17              | 2               | –               |
| 1971         | "Don't Knock My Love - Pt. 1" / "Don't Knock My Love - Pt. II"           | 13              | 1               | –               |
| 1971         | "Call My Name, I'll Be There" / "Woman, Let Me Be Down Home"             | 52              | 10              | –               |
| 1971         | "Fire and Water" / "Pledging My Love"                                    | 24              | 2               | –               |
| 1972         | "Funk Factory" / "One Step Away"                                         | 58              | 11              | –               |
| 1972         | "Mama Told Me Not To Come" / "Covering The Same Old Ground"              | 99              | 16              | –               |
| 1973         | "Mr. Magic Man" / "I Sho' Love You"                                      | 98              | 16              | –               |
| 1973         | "Take a Closer Look at the Woman You're With" / "Two Woman And A Wife"   | 90              | 17              | –               |
| 1973         | "International Playboy" / "Come Right Here"                              | 104             | 30              | –               |
| 1974         | "Soft Soul Boogie Woogie" / "Take That Pollution Out Your Throat"        | 103             | 20              | –               |
| 1974         | "Take Your Pleasure Where You Find It" / "What Good Is A Lie"            | –               | 68              | –               |
| 1974         | "I Was Too Nice" / "Isn't that So"                                       | –               | –               | –               |
| 1975         | "The Best Part of A Man" / "How Will I Ever Know"                        | –               | 26              | –               |
| 1976         | "Love Will Keep Us Together" / "It's Gonna Be Good"                      | –               | 69              | –               |
| 1977         | "Love Dagger" / "Time To Let The Sun Shine On Me"                        | –               | –               | –               |
| 1978         | "Who Turned You On" / "Dance You Down"                                   | –               | 59              | –               |
| 1978         | "Groovin'" / "Time To Let The Sun Shine On Me"                           | –               | 94              | –               |
| 1979         | "I Want You" / "Love Of My Life"                                         | –               | 41              | –               |
| 1980         | "Live With Me" / "Granny"                                                | –               | 95              | –               |
| 1981         | "Ain't Gonna Give You No More" / "Don't Underestimate The Power Of Love" | –               | –               | –               |
| 1981         | "Back On The Right Track"                                                | –               | –               | –               |
| 1987         | "Don't Turn Away" / "Same"                                               | –               | 74              | –               |
| 1987         | "In the Midnight Hour" (regrabado) / "634, 5789 (Soulsville U.S.A.)"     | –               | –               | 62              |
| 1988         | "Love Never Let Me Down"                                                 | –               | –               | –               |